# Токай (село)
Токай (яп. 東海村 То:кай-мура) — село в Японии, находящееся в уезде Нака префектуры Ибараки. Площадь села составляет 37,48 км², население — 37 928 человек (1 августа 2014), плотность населения — 1011,95 чел./км².

## Географическое положение
Село расположено на острове Хонсю в префектуре Ибараки региона Канто. С ним граничат города Хитати, Нака, Хитатинака.

## Население
Население села составляет 37 928 человек (1 августа 2014), а плотность — 1011,95 чел./км². Изменение численности населения с 1980 по 2005 годы:
| 1980 | 29 197 чел. |  |
| 1985 | 31 065 чел. |  |
| 1990 | 31 557 чел. |  |
| 1995 | 32 727 чел. |  |
| 2000 | 34 333 чел. |  |
| 2005 | 35 450 чел. |  |

## Символика
Деревом села считается сосна, цветком — Lilium maculatum, птицей — Zosterops japonicus.

## Побратимы
- Айдахо-Фолс, США